# Tentáculo

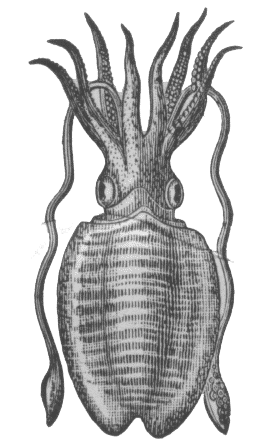
Imagen de una sepia, donde se aprecian sus dos tentáculos (más largos) y ocho brazos.

En zoología, un tentáculo es un órgano alargado, flexible y móvil de algunas especies de animales, generalmente invertebrados. En anatomía animal, los tentáculos generalmente se disponen en uno o más pares. Anatómicamente, los tentáculos funcionan como hidrostatos musculares. La mayoría se utilizan para agarrar y alimentarse, pero algunos actúan como órganos manipuladores y muchos son órganos sensoriales, con distintos niveles de receptividad al tacto, a la visión, al olor o al sabor de alimentos o a las amenazas.
Un tentáculo es similar a un cirro, pero un cirro es un órgano que generalmente carece de la fuerza, el tamaño, la flexibilidad o la sensibilidad del tentáculo. Un nautilo tiene cirros, pero un calamar tiene tentáculos.

## Invertebrados

### Moluscos

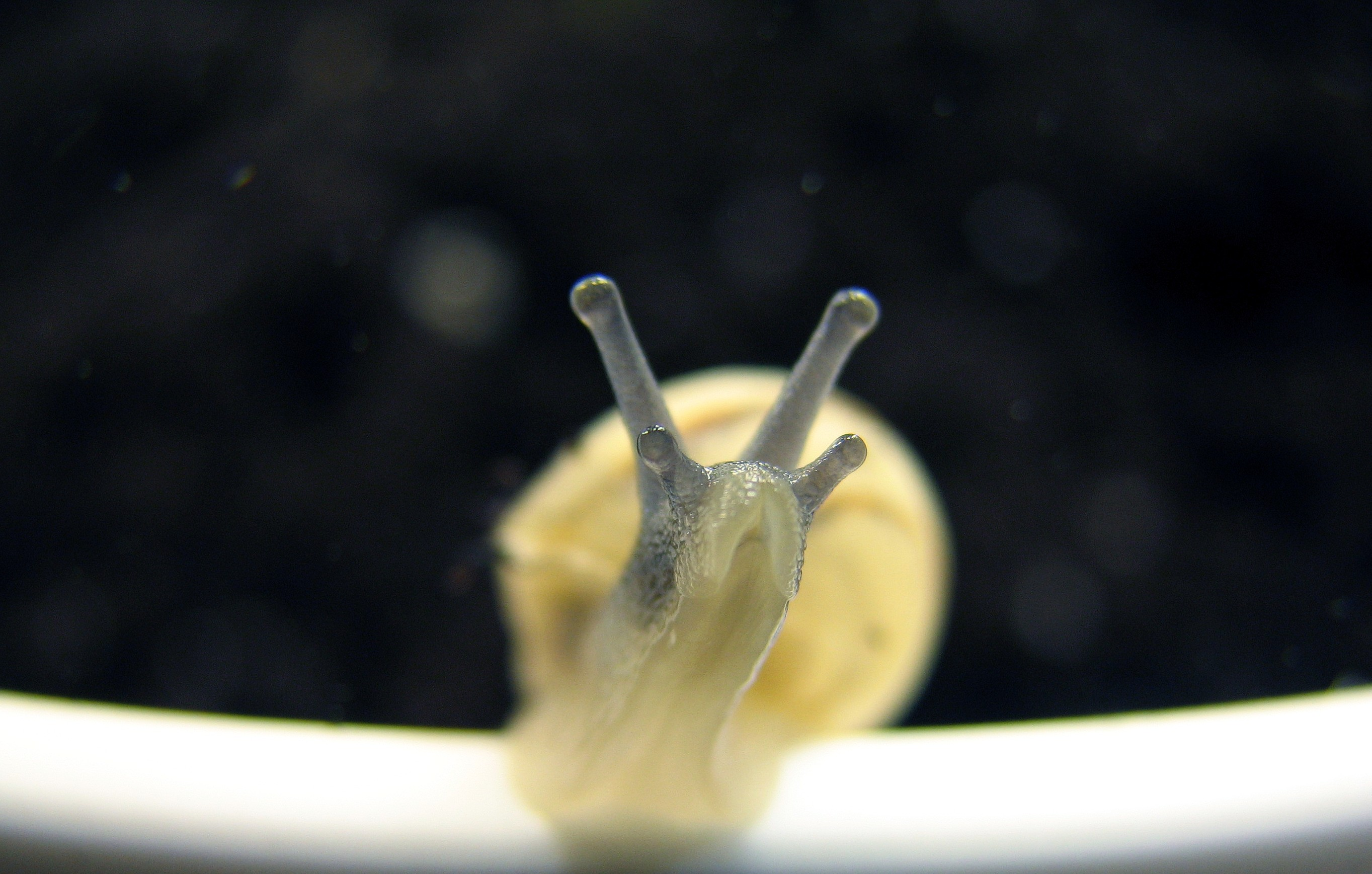
Vista frontal de un caracol, en el que se aprecian conjuntos de tentáculos superiores e inferiores.

Muchos moluscos disponen de tentáculos, que varían en forma, tamaño o función dependiendo de las especies.
Los pulmonados (caracoles y babosas) terrestres generalmente tienen dos conjuntos de tentáculos en la cabeza; cuando se extienden, el par superior tiene ojos en sus extremos y el par inferior son quimiorreceptores. Ambos pares son hidrostatos musculares totalmente retráctiles, pero no se utilizan para la manipulación ni para la captura de presas.
Algunos caracoles marinos como el abulón y los miembros de la familia Trochidae, tienen numerosos pequeños tentáculos alrededor del borde del manto conocidos como tentáculos paliales.
Entre los cefalópodos, los calamares cuentan con unos grandes tentáculos. Son hidrostatos musculares de gran movilidad con varios apéndices, como discos de succión y, a veces, ganchos espinosos. Hasta principios del siglo XX no se diferenciaba entre brazos y tentáculos; La convención moderna, sin embargo, utiliza el término brazos para referirse a los apéndices con ventosas por toda la longitud del brazo, mientras que en los tentáculos generalmente están solo en el extremo, y suelen ser más largos que los brazos.
Los tentáculos de los calamares gigantes (Architeuthis) y el calamar colosal (Mesonychoteuthis hamiltoni]] tienen poderosas ventosas y dientes puntiagudos en los extremos. Los dientes del calamar gigante se asemejan a las chapas de las botellas y funcionan como pequeñas sierras circulares, mientras que los tentáculos del calamar colosal tienen dos largas hileras de ganchos giratorios y tripuntiagudos.

### Cnidarios
Los cnidarios, como las medusas, las anémonas de mar, las hidras y el coral tienen numerosos tentáculos parecidos a los cabellos. Los cnidarios tienen un gran número de cnidoblastos en sus tentáculos. En las medusas el cuerpo flota en el agua de modo que los tentáculos cuelgan en un anillo alrededor de la boca. En los cnidarios con forma de pólipo, como las anémonas de mar y el coral, el cuerpo está debajo con los tentáculos apuntando hacia arriba. Muchas especies de ctenóforos similares a las medusas tienen dos tentáculos, mientras que otros no tienen ninguno. Sus tentáculos tienen estructuras adhesivas llamadas coloblastos, que se abren cuando la presa entra en contacto con el tentáculo, liberando hilos adhesivos que aseguran la presa.
Los tentáculos de la medusa melena de león ártica (Cyanea capillata) pueden tener hasta 37 metros de largo. Son huecos y están dispuestos en 8 grupos de entre 70 y 150 cada uno. Los más largos están equipados con cnidoblastos cuyo veneno paraliza y mata a la presa. Los más pequeños los utilizan para llevar la comida a la boca.

### Briozoos
Los briozoos son criaturas diminutas con una corona de tentáculos alrededor de la boca, el lofóforo. Los tentáculos son casi cilíndricos y tienen bandas de cilios que crean una corriente de agua hacia la boca. El animal extrae material comestible del flujo de agua.

### CéstodosTrypanorhyncha
Los céstodos del género Trypanorhyncha son parásitos de peces elasmobranquios. Su escólex tiene cuatro tentáculos que están cubiertos por espinas. Estos tentáculos ayudan al céstodo adulto a adherirse al intestino del tiburón o raya que parasitan. Los mismos tentáculos también están presentes en las larvas.

## Anfibios
Los cecílidos, una familia de anfibios ápodos, tienen dos tentáculos cortos, uno a cada lado de la cabeza, entre los ojos y las fosas nasales. Se cree que estos tentáculos complementan el sentido del olfato, posiblemente para ayudar a la navegación y para localizar presas bajo tierra.

## Mamíferos
El topo de nariz estrellada (Condylura cristata) tiene 22 tentáculos, cortos pero llamativos, alrededor de la nariz. Son móviles y extremadamente sensibles, lo que ayuda al animal a encontrar el camino en la madriguera y a detectar presas. Tienen alrededor de 1-4 mm de longitud y cuentan con alrededor de 25 000 receptores táctiles conocidos como órgano de Eimer, que hacen que este topo probablemente tenga el sentido del tacto más delicado de todos los mamíferos.